# Winigan (Misuri)
Winigan es un lugar designado por el censo ubicado en el condado de Sullivan en el estado estadounidense de Misuri. En el Censo de 2010 tenía una población de 44 habitantes y una densidad poblacional de 33,91 personas por km².

## Geografía
Winigan se encuentra ubicado en las coordenadas 40°2′49″N 92°53′54″O / 40.04694, -92.89833. Según la Oficina del Censo de los Estados Unidos, Winigan tiene una superficie total de 1.3 km², de la cual 1.29 km² corresponden a tierra firme y (0.6%) 0.01 km² es agua.

## Demografía
Según el censo de 2010, había 44 personas residiendo en Winigan. La densidad de población era de 33,91 hab./km². De los 44 habitantes, Winigan estaba compuesto por el 95.45% blancos, el 0% eran afroamericanos, el 4.55% eran amerindios, el 0% eran asiáticos, el 0% eran isleños del Pacífico, el 0% eran de otras razas y el 0% pertenecían a dos o más razas. Del total de la población el 0% eran hispanos o latinos de cualquier raza.